# گرت بلوم
گرت بلوم (انگلیسی: Gert Blomé؛ ۲۸ اوت ۱۹۳۴ – ۲۷ ژانویهٔ ۲۰۲۱) ورزشکار هاکی روی یخ اهل سوئد بود.
وی در مسابقات کشوری و بین‌المللی در مجموع برندهٔ ۱ مدال طلا، ۳ مدال نقره، ۲ مدال برنز شده‌است.